# Arvo Karvinen
Arvo Karvinen (ur. 7 stycznia 1934 w Saijanlahti, zm. 6 października 2013) – fiński działacz na rzecz niewidomych, w tym sportu osób niewidomych, działacz ruchu esperanckiego.

## Życiorys
W lutym 1945 roku w jego dłoni eksplodował ładunek wybuchowy, w wyniku czego stracił trzy palce i wzrok. Uczył się w Kuopio, w szkole dla niewidomych dzieci, przede wszystkim ofiar manipulowania przy ładunkach wybuchowych. Interesował się sportem i mimo braku części palców i wzroku m.in. prowadził sanie.
W latach pięćdziesiątych przeniósł się do Helsinek, gdzie pracował w szkole zawodowej dla niewidomych. Jesienią 1956 roku rozpoczął naukę w prywatnym liceum wieczorowym w Helsinkach. Zaangażował się w prace Konfederacji Osób Niewidomych. W roku 1962 ukończył studia na Uniwersytecie Helsińskim, a potem kontynuował karierę naukową na tej samej uczelni, gdzie w 1969 roku uzyskał tytuł magistra filozofii. Podczas studiów spędzał czas na zajęciach sportowych i organizacyjnych. Pod koniec lat 50. XX wieku założył Towarzystwo Sportowe Niewidomych, które jednak nie zostało zarejestrowane, ponieważ uznano, że ogólnokrajowy rozwój aktywności sportowej osób z wadami wzroku leży w gestii Centralnego Związku Niewidomych. W 1962 roku, z inicjatywy Konfederacji Osób Niewidomych, pod jego przewodnictwem powołano komisję sportową, której zadaniem było planowanie i koordynacja sportów wyczynowych i rekreacyjnych dla osób niewidomych.
Był zaangażowany w organizację pierwszej masowej imprezy narciarskiej dla niewidomych, która odbyła się w Onnela w lutym 1956 roku. W następnych latach rozwijał w Finlandii paintball dla niewidomych, m.in. dokonał tłumaczenia zasad tego sportu na język fiński (1961).
Uczył się języka szwedzkiego, niemieckiego i angielskiego, a ponadto był entuzjastą esperanto. Języka angielskiego nauczył się dopiero po dojściu do wniosku, że esperanto nie stanie się światowym lingua franca. Został prezydentem Ligo Internacia de Blindaj Esperantistoj (LIBE, pl. Międzynarodowa Liga Niewidomych Esperantystów). Z jego inicjatywy w 2009 r. powstał projekt wydania alfabetem Braille'a „Historii ruchu esperanto wśród niewidomych”.
Był zatrudniony jako urzędnik Centralnego Związku Niewidomych. Został mianowany sekretarzem generalnym tego związku w 1972 roku. Z działalności w Konfederacji Osób Niewidomych zrezygnował w 2000 roku. Zachorował na szybko rozwijającego się raka gruczołu krokowego, co było przyczyną jego śmierci.